# Rozmagnesowanie adiabatyczne

Analogia między chłodzeniem magnetycznym a chłodzeniem konwencjonalnym. H = przyłożone zewnętrznie pole magnetyczne; Q = ilość ciepła; P = ciśnienie; ΔT_{ad} = adiabatyczna zmiana temperatury

Rozmagnesowanie adiabatyczne – metoda oziębiania, w której wykorzystuje się efekt magnetokaloryczny. Technika pierwotnie używana do uzyskiwania bardzo niskich temperatur, rozwinięta jest też stosowana w temperaturze pokojowej w lodówkach.